# Rhizosmilia maculata
Espèce
Statut CITES
Rhizosmilia maculata est une espèce de coraux appartenant à la famille des Caryophylliidae.